# Acer assyriacum
Acer assyriacum é uma espécie de árvore do gênero Acer, pertencente à família Aceraceae.